# Zwartkopvliegenvanger
De zwartkopvliegenvanger (Melanodryas cucullata) is een vogel uit de familie van de Australische vliegenvangers (Petroicidae) en het geslacht Melanodryas. De vogel werd in 1801 door de Engelse natuuronderzoeker John Latham geldig beschreven.

## Voorkomen en leefgebied
De vogel komt voor in  Australië met uitzondering van Kaap York-schiereiland en Tasmanië en telt vier ondersoorten:
- M. c. melvillensis: Melville-eiland en Bathursteiland.
- M. c. picata: van noordelijk tot oostelijke-centraal Australië.
- M. c. cucullata: zuidoostelijk Australië.
- M. c. westralensis: van zuidwestelijk tot zuidelijk-centraal Australië.

De leefgebieden liggen in droge gebieden met struikgewas, meestal vrij open terrein.

## Kenmerken
De zwartkopvliegenvanger is 15-17,5 cm lang. Het mannetje heeft een zwarte kop en witte borst. Het vrouwtje is van boven grijsbruin en heeft een lichtgrijze borst.

## Status
De grootte van de populatie is niet gekwantificeerd maar de soort wordt omschreven als plaatselijk vrij algemeen. Op de Rode lijst van de IUCN heeft deze soort de status niet bedreigd.